# Agrotis renitens
Agrotis renitens là một loài bướm đêm trong họ Noctuidae.